# Ana Maria Palma Flandez
Ana Maria Palma Flandez (* 10. Mai 1980) ist eine chilenische Biathletin.
Ana Palma nahm 2004 in Gurnigel an einem Sprint im Biathlon-Europacup teil, beendete aber das Rennen nicht. Seitdem lief sie kein Rennen mehr in der Rennserie. Bei den Militär-Skiweltmeisterschaften 2004 in Östersund wurde die Chilenin 49. des Sprints und mit Verónica Isbej, Claudia Barrenechea und Claudia Salcedo Elfte mit der Militärpatrouille. Im Skilanglaufrennen über 10 Kilometer Freistil beendete sie das Rennen nicht. Auch 2005 in Predeal nahm sie an der Ski-WM teil und wurde 32. über 10 Kilometer Freistil. Sie startete im August 2010 bei den Biathlon-Südamerikameisterschaften in Portillo und Bariloche. Bei den Meisterschaften, die als Rennserie ausgetragen wurde, wurde Palma in Portillo Fünfte des Einzels, Siebte im Sprintrennen und Achte beim Massenstart. Bei den Rennen in Argentinien trat sie wie alle Chilenen wegen eines Erdbebens in ihrer Heimat nicht an. In der Gesamtwertung, in die nur drei Rennen eingingen, belegte sie den Siebten Platz.